# Adam Wadecki
Adam Wadecki , nacido el 23 de diciembre de 1977 en Elbląg, es un ciclista polaco, que fue profesional desde 2000 al 2012. Su hermano, Piotr es también ciclista profesional.

## Palmarés
2001
- 1 etapa de la Szlakiem Grodów Piastowskich

2002
- 1 etapa de la Szlakiem Grodów Piastowskich

2004
- Puchar Ministra Obrony Narodowej
- Mazovia Tour, más 1 etapa
- 1 etapa de la Vuelta a Eslovaquia

2005
- Campeonato de Polonia en Ruta
- 1 etapa de los Cuatro Días de Dunkerque
- 3 etapas de la Carrera de la Solidaridad y de los Campeones Olímpicos

2008
- 1 etapa de la Vuelta a Marruecos
- 1 etapa del Mazovia Tour
- 1 etapa de la Vuelta a Eslovaquia

2010
- 1 etapa de la Carrera de la Solidaridad y de los Campeones Olímpicos

2012
- 1 etapa del Mazovia Tour